# القوعي (المحويت)

تعديل مصدري - تعديل

القوعي هي إحدى قرى عزلة بلاد غيل بمديرية المحويت التابعة لمحافظة المحويت، بلغ تعداد سكانها 301 نسمة حسب تعداد اليمن لعام 2004.